# 3231 Mila
3231 Mila (1972 RU2) là một tiểu hành tinh vành đai chính được phát hiện ngày 4 tháng 9 năm 1972 bởi L. Zhuravleva ở Nauchnyj.